# Ray Winstone
Ray Winstone, właśc. Raymond Andrew Winstone (ur. 19 lutego 1957 w Londynie) – angielski aktor, znany m.in. z roli Willa Szkarłatnego w serialu Robin z Sherwood oraz drugoplanowej roli w filmie Indiana Jones i Królestwo Kryształowej Czaszki.

## Filmografia
- 1979: Kwadrofonia – Kevin Herriot
- 1979: Scum – Carlin
- 1983–1986: Robin z Sherwood – Szkarłatny Will
- 1997: Nic doustnie – Ray
- 1997: Twarz – Dave
- 1998: Woundings – Pułkownik
- 1998: Marta i Wielbiciele – dr R. Pederer
- 1998: W morzu uczuć – Charles
- 1999: Chłopak na gwałt poszukiwany – Dave
- 1999: Strefa wojny – Tata
- 1999: Mroczny sekret – John Barret
- 2000: Sexy Beast – Gary „Gal” Dove
- 2000: Czarodziejskie buty Jimmy’ego – Harry
- 2001: Ostatnia prośba – Vince
- 2001: Pechowa rodzinka – Pan Marvel
- 2002: Gra Ripleya – Reeves
- 2003: Wzgórze nadziei – Teague
- 2003: Krwawy tyran – Henryk VIII – król Henryk VIII
- 2004: Król Artur – Bors
- 2005: Magiczna karuzela – Żołnierz Sam (głos)
- 2005: Opowieści z Narnii: Lew, czarownica i stara szafa – Pan Bóbr (głos)
- 2005: Propozycja – Kapitan Stanley
- 2006: Rozstania i powroty – Bruno
- 2006: Infiltracja – Pan French
- 2007: Beowulf – Beowulf
- 2008: Indiana Jones i Królestwo Kryształowej Czaszki – George „Mac” McHale
- 2008: Nie wszystko złoto co się świeci – Moe Fitch
- 2010: Londyński bulwar – Rob Gant
- 2010: Furia – Darius Jedburgh
- 2010: 13 – Ronald Lynn Bagges
- 2011: Rango – Bad Bill (głos)
- 2011: Palący problem – Kenny
- 2012: Lotna Brygada – Jack Regan
- 2022: Narodziny mistrza – Bill Warr